# Sulfóxido

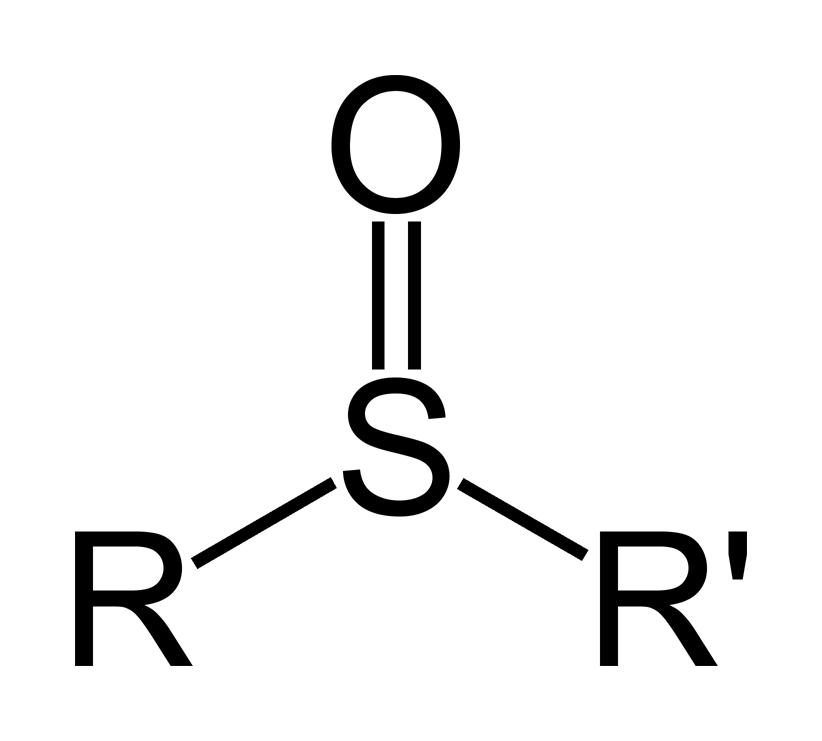
Formula general de sulfóxidos.

Un sulfóxido es un compuesto que contiene un grupo sulfinilo enlazado a dos átomos de carbono; también puede ser considerados como tioéteres oxidados. Como ejemplo, la aliina es un sulfóxido que puede encontrarse en la naturaleza (en el ajo). Su análogo en química inorgánica recibe el nombre de grupo tionilo

## Naturaleza del enlace
Los sulfóxidos suelen ser representados por la fórmula R-S(=O)-R' (ver imagen); donde R y R' son grupos orgánicos. El enlace entre el azufre y el oxígeno difiere del convencional doble enlace entre el carbono y el oxígeno (por ejemplo, en las cetonas). La interacción azufre-oxígeno tiene un carácter electrostático, que produce un significante carácter dipolar, con la carga negativa centrada en el oxígeno. 
Un par de electrones libres reside en el átomo de azufre dándole una geometría molecular tetraédrica. Cuando ambos grupos orgánicos son diferentes, el azufre actúa como un centro quiral (por ejemplo en el metilfenilsulfóxido). Si ambos grupos fueran iguales, no sería quiral, sino simétrico: un ejemplo es el dimetilsulfóxido (abreviado DMSO), CH3-S(=O)-CH3. 

La energía necesaria para invertir este centro es lo suficiente alta como para convertir a los sulfóxidos en ópticamente activos. Es decir que el índice de racemización es bajo a temperatura ambiente. Los sulfóxidos quirales encuentran utilidad en ciertas drogas como esomeprazole y Armodafinil, y también son empleados como auxiliares quirales.

## Reactividad
Los sulfóxidos pueden obtenerse mediante oxidación orgánica de sulfuros. Un paso adelante en el proceso de oxidación convierte los sulfóxidos en sulfonas.
Por ejemplo, el sulfuro de dimetilo puede ser oxidado a dimetilsulfóxido y luego a dimetilsulfona como sigue:
(CH3)-S-(CH3) + O → (CH3)-SO-(CH3)
(CH3)-SO-(CH3) + O → (CH3)-SO2-(CH3)
Los oxidantes típicos incluyen a los peróxidos. Como por ejemplo el sulfuro de metilo y propilo.